# Knud Togeby
Knud Dag Nielsen Togeby  (* 28. Januar 1918 in Haslev; † 27. Dezember 1974 in Hillerød) war ein dänischer Romanist und Hispanist.

## Leben und Werk
Togeby machte 1936 Abitur in Svendborg und studierte in Kopenhagen bei Kristian Sandfeld, Viggo Brøndal und Louis Hjelmslev. Er promovierte in Kopenhagen über Structure immanente de la langue française (Kopenhagen 1951, 2. Auflage Paris 1965) und war von 1955 bis zu seinem Tod ebenda Professor für romanische Philologie. Togeby war der Bruder des Schriftstellers Sigurd Togeby (1909–1970).
Knud Togeby starb mit seiner Frau am 27. Dezember 1974 bei einem Verkehrsunfall.

## Weitere Werke
- (Hrsg.) Moderne danske og norske Digte. Kopenhagen 1948
- Mode, aspect et temps en espagnol. Kopenhagen 1953, 3. Auflage 1975
- L'Oeuvre de Maupassant:. Kopenhagen und Paris 1954
- La composition du roman Don Quijote. Kopenhagen 1957 (spanisch: La estructura del Quijote. Sevilla 1977, 2. Auflage 1991)
- (Hrsg.) Dansk lyrik 1915–1955. Antologi. Kopenhagen 1957, 1961
- Litteraere renaessancer i Frankrigs middelalder. Kopenhagen 1960
- Fransk Grammatik. Kopenhagen 1965
- (Hrsg.) La glossématique. L'héritage de Hjelmslev au Danemark. In: Langages. 6, 1967
- (Hrsg.) Ogier le Dannoys. Roman en prose du XVe siècle. Kopenhagen 1967
- Ogier le Danois dans les littératures européennes. Kopenhagen 1969
- Kapitler af fransk litteraturhistorie. Kronik og kritik. Hrsg. von Hans Boll Johansen, 2 Bände, Kopenhagen 1971
- Précis historique de grammaire française. Kopenhagen 1974
- Grammaire française. Hrsg. von Magnus Berg, Ghani Merad et Ebbe Spang-Hanssen, 5 Bände, Kopenhagen 1982–1985